# El Xucuyul
El Xucuyul är en ort i Mexiko.   Den ligger i kommunen Chiconquiaco och delstaten Veracruz, i den sydöstra delen av landet, 250 km öster om huvudstaden Mexico City. El Xucuyul ligger 1 663 meter över havet och antalet invånare är 101.
Terrängen runt El Xucuyul är bergig åt nordost, men åt sydväst är den kuperad. Runt El Xucuyul är det ganska tätbefolkat, med 93 invånare per kvadratkilometer. Närmaste större samhälle är Misantla, 18,7 km norr om El Xucuyul. I omgivningarna runt El Xucuyul växer i huvudsak städsegrön lövskog.